# Iziane Castro Marques
Iziane Castro Marques (* 13. März 1982 in São Luís, Brasilien) ist eine professionelle Basketball-Spielerin. Zurzeit spielt sie für die Atlanta Dream in der Women’s National Basketball Association als Shooting Guard.

## Karriere

### Women’s National Basketball Association
Castro Marques wurde niemals in einem WNBA Draft ausgewählt, sondern wurde 2002 als Free Agent von den Miami Sol unter Vertrag genommen. In der Saison 2003 spielte sie eine Saison für die Phoenix Mercury. Von 2005 bis 2007 spielte sie für die Seattle Storm. In der Saison 2005 stand sie erstmals in einer Startformation eines WNBA-Teams. Diesen Platz musste sie aber am Beginn der Saison 2006 an Barbara Turner abgeben, jedoch erkämpfte sie sich diesen Platz mit starken Leistungen wieder zurück und stand ab dem neunten Spiel wieder in der Startformation der Storm. Am 6. Februar 2008 transferierten die Seattle Storm Iziane Castro Marques und ihren Erstrunden-Pick (insgesamt 8. Pick) zu den Atlanta Dream für Roneeka Hodges und ihren Erstrunden-Pick (insgesamt 4. Pick). Somit spielt sie ab der Saison 2008 für die Atlanta Dream. In der Saison 2008/2009 spielte sie auch kurzfristig für (Entente Sportive Basket) ESB Villeneuve d’Ascq in Frankreich.